# Tango (Standardtanz)
Tango, auch Internationaler Tango, Europäischer Tango, Standard-Tango, Englischer Tango oder Ballroom Tango (ballroom ist die englische Bezeichnung der Standardtänze) genannt, ist ein Gesellschaftstanz und Turniertanz, der paarweise getanzt wird. Er ist einer der fünf Standardtänze, Bestandteil des Welttanzprogramms und weltweit verbreitet.
Im deutschen Sprachgebrauch wird Tango mit dem europäisierten Tango gleichgesetzt.
Der ursprüngliche Tango kommt aus Argentinien und Uruguay.
Auch in den klassischen Tanzschulen wird die europäisierte Form immer mehr durch den Tango Argentino abgelöst. Die beiden Tangoformen unterscheiden sich erheblich in ihrem Charakter, Ausdruck und Bewegungsformen. Um Verwechslungen zu vermeiden, wird hier bevorzugt die Bezeichnung Internationaler Tango verwendet.

## Herkunft und Geschichte

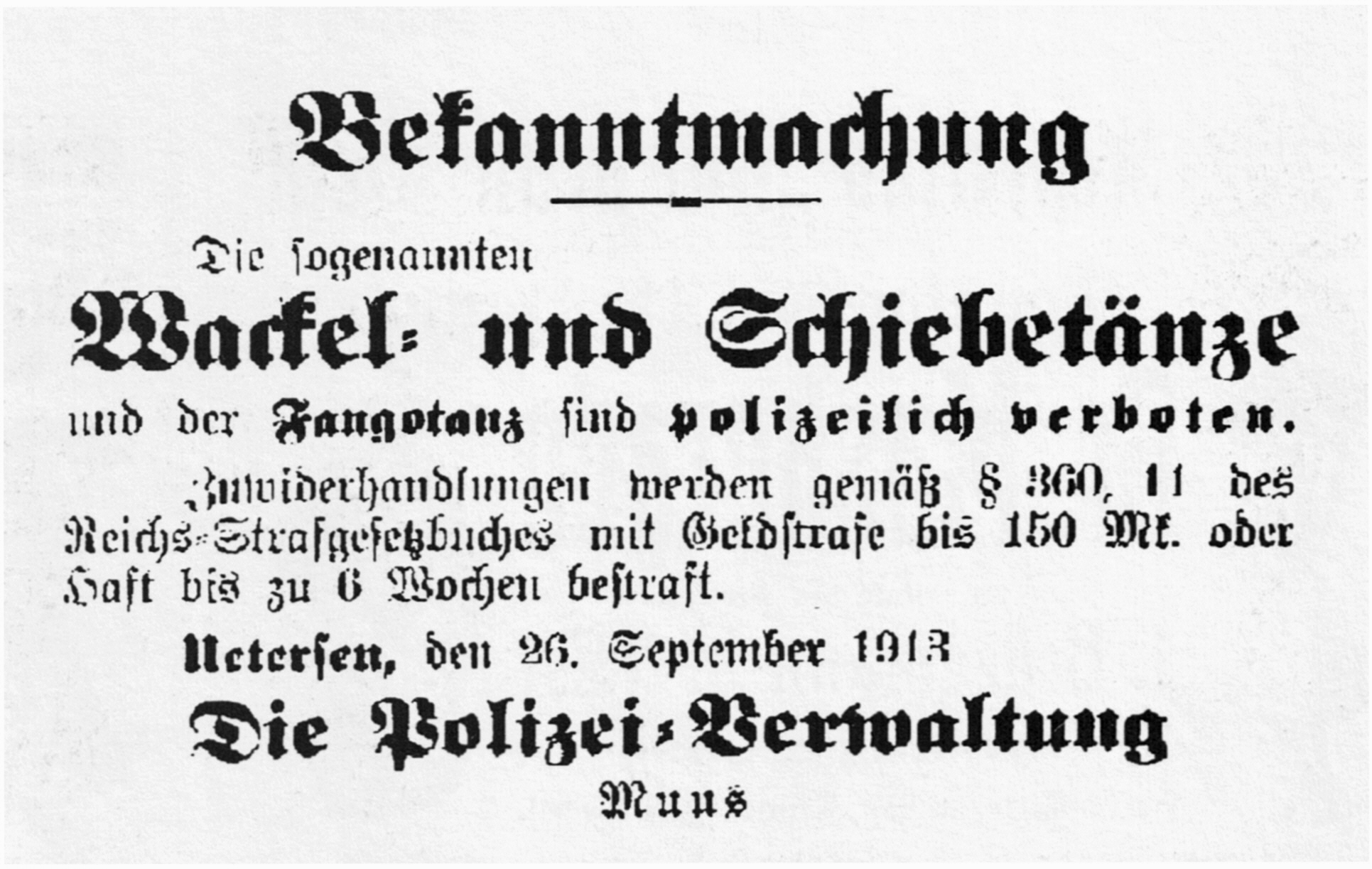
Tangotanzverbot in Uetersen, 1913

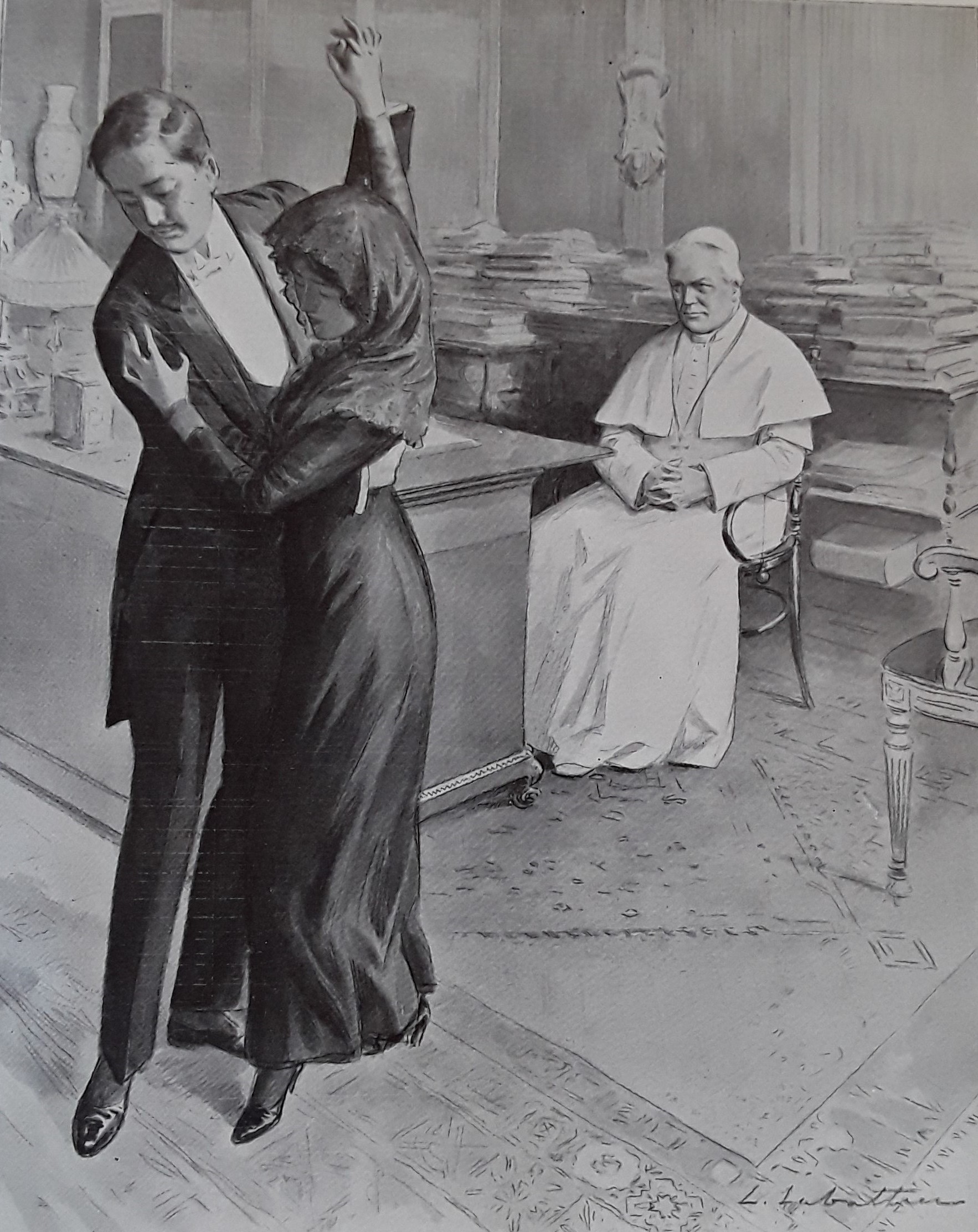
Römische Adlige tanzen den Tango im Januar 1914 vor Papst Pius X.
Die bis heute verbreitete Episode ist vermutlich eine Erfindung des französischen Journalisten Jean Carrère, damals Italienkorrespondent von Le Temps; die Illustration stammt aus L’Illustration vom 7. Februar 1914 und wurde trotz eines inzwischen bekannten vatikanischen Dementis veröffentlicht.

Hinweis: Hier wird nur die Entstehung des Internationalen Tango aus dem Tango Argentino beschrieben; zur Entstehungsgeschichte des Tango Argentino und seinem kulturellen Ursprung siehe dort.
Der Internationale Tango entstand um 1910 in Europa. Reisende der oberen gesellschaftlichen Klassen brachten von ihren Reisen nach Buenos Aires in Argentinien den Tango Argentino nach Paris in Frankreich. Die dortige konservative Oberschicht empfand den Tanz als „wild“ und „anstößig“ und wollte eine weitere Verbreitung verhindern. Britische Choreografen nahmen sich schließlich des Tango Argentino an und passten ihn stilistisch den gesellschaftlich akzeptierten Standardtänzen an. Das Ergebnis war der Internationale Tango, der seitdem keine wesentlichen Veränderungen mehr erfahren hat. Zwischen 1910 und 1916 trugen Vernon und Irene Castle maßgeblich zur Entwicklung und Verbreitung des Internationalen Tango bei, unter anderem indem sie eine Tanzschule in New York City in den USA betrieben. Doch auch an anderen Orten wurde der Tango in dieser Zeit verbreitet, so etwa 1912 von Emil und Wilhelm Richter in München. In Finnland wurde der finnische Tango sehr beliebt. Von 1958 bis 1960 wurde der Tango in Deutschland zu den Lateinamerikanischen Tänzen gerechnet, 1963 wurde er als Standardtanz in das Welttanzprogramm aufgenommen und gehört seither zum Standard-Repertoire der europäischen Tanzschulen.
In den 1990er Jahren wurde der Tango Argentino zusammen mit seinen verwandten Formen, der Milonga und dem Vals, sowie den lateinamerikanischen Tänzen Salsa, Merengue, Bachata und kubanischem Cha-Cha-Cha zum Modetanz und fand Anhänger in aller Welt. Zu verdanken ist dies hauptsächlich der Komponistin, Dirigentin und Musikpädagogin Nadia Boulanger, die in den 1950er Jahren in Paris den damals noch unbekannten Astor Piazzolla unterrichtete: Piazzolla wollte zunächst klassischer Komponist werden und schämte sich für seine Wurzeln, zu denen auch der Tango gehörte, der damals noch als „Bordellmusik“ verrufen war. Nadia Boulanger erkannte Piazzollas Potenzial, förderte und motivierte ihn, sich ganz auf die Tangomusik zu konzentrieren. Durch seine erfolgreichen Auftritte bekam der Tango bzw. die Tangomusik eine völlig neue Bühne und gewann an Attraktivität. In Europa und speziell in Deutschland hat sich seitdem eine große Tango-Argentino-Szene etabliert. Der Trend ging mit einer Back-to-the-roots-Mentalität einher: Die Tänzer streben danach, die Tänze in ihrer „ursprünglichen“ Form zu tanzen. Das führte dazu, dass der Internationale Tango heute oft negativ als „verfälscht“ und „künstlich“ empfunden wird. Einige Tanzschulen reagierten auf diese Entwicklung, indem sie Tango Argentino in ihr Standard-Repertoire aufnahmen und im Gegenzug weniger Internationalen Tango unterrichten. Auch viele klassische Tango-Tänzer wandelten ihren Tanzstil ab, indem sie Tanzfiguren und Charakteristiken des Tango Argentino übernahmen. Da der Internationale Tango als Turniertanz jedoch in einem ausführlichen Regelwerk festgeschrieben ist, blieben diese Änderungen geringfügig und wirkten sich nicht nachhaltig auf das Erscheinungsbild aus.
Einige Choreografen bestreiten die Aussage, der Internationale Tango sei aus dem Tango Argentino entstanden. Um 1910, als in Europa der Internationale Tango entstand, sei der Begriff „Tango“ in Lateinamerika noch wenig gebräuchlich gewesen. Die dort verbreitete Tanzform, aus der später der Tango Argentino wurde, sei der Canyengue gewesen, der nach Aussage dieser Choreografen in Technik und Charakter dem heutigen Internationalen Tango viel ähnlicher war als dem heutigen Tango Argentino. Da die heutige Form des Tango Argentino erst deutlich nach 1910 aus dem Canyengue hervorging, müsse man richtig sagen, dass der Internationale Tango vor dem Tango Argentino entstand. Diese Interpretation ist jedoch umstritten.

## Charakteristik und Technik
Der Internationale Tango wird als „feurig“ und „leidenschaftlich“ bezeichnet, womit mitunter verhaltenes sexuelles Verlangen angedeutet werden soll. Dabei ist der Tango der ernsteste und traurigste der Standardtänze. Er gilt selbst in Situationen noch als tolerierbar, in denen sich lustige Spring- und schwelgerische Schwingtänze verbieten würden.
Der Tango Argentino wird demgegenüber eher mit Zärtlichkeit in Verbindung gebracht.
Der manchmal als brachial empfundene Charakter des Internationalen Tangos wird gezielt durch abrupte Wechsel in Tempo und Bewegungsform hervorgerufen, was durch entschlossene, in die Ferne gerichtete Blicke und schnelle Kopfbewegungen noch verstärkt wird. Zögernd angesetzte, aber sich rasch beschleunigende lange und schleichende Gehschritte wechseln plötzlich mit kurzen, schnellen Schrittchen ab; fließende mit abgestoppten Bewegungen. Das ruhige Dahingleiten der Oberkörper bildet den Gegenpol zu den ruckartigen Drehungen der Köpfe. Ein besonderes Merkmal des Tangos ist seine gleichmäßige Schrittstruktur. Die Oberkörper bleiben während des Tanzes ruhig, alle Effekte werden nur aus der Körperhaltung des Paares zueinander erzeugt.
Im Tango als einem Schreittanz ist die Körperhaltung anders als in den übrigen vier Standardtänzen, die sämtlich Schwungtänze sind. Der Herr führt die angelehnte Dame vor allem durch Körperkontakt, d. h. mit der rechten Seite seines Brustkorbs, mit seinem Becken bis hinunter zum Knie. Wie in den anderen Standardtänzen gibt er der Dame mit den Armen einen festen Rahmen, in dem sie sich bewegen kann.
Da häufig von einer geschlossenen Haltung in eine Promenadenposition gewechselt wird, steht die Dame von sich aus gesehen weiter links im Arm des Herrn, dessen rechte Hand nicht wie sonst auf ihrem Schulterblatt ruht, sondern an die Wirbelsäule reicht und leicht diagonal nach unten zeigt. Die Dame legt ihren Arm nicht auf, sondern um den rechten Arm und Ellenbogen des Herren und „hakt“ sich auf Höhe der Achsel ein. Diese Haltung ermöglicht ein leichtes Wechseln in eine Promenadenposition, in dem die Dame mit dem Abdomen über die rechte Hüfte des Herren rollen kann. Das Paar steht leicht in den Knien, sehr eng und dreispurig. Führungsimpulse werden zusätzlich auch mit den Knien gegeben.
Weil der Tango kein Schwung-, sondern ein Schreittanz ist, findet kein Heben und Senken statt. Der Körper wird in gleichbleibender Höhe und über das Parkett bewegt. Es werden weitaus mehr Schritte mit der Ferse angesetzt als in den anderen Standardtänzen.

## Zusammenhang zwischen Musik und Tanz
Der Internationale Tango wird auf die Musikrichtung Tango getanzt, also prinzipiell auf dieselbe Musik wie auch der Tango Argentino. Die Tanzmusik des Internationalen Tango enthält allerdings deutlich erkennbare europäische Einflüsse: Sie ist mit einfacher Staccato-Perkussion unterlegt, die von einem Schlagzeug gespielt wird und mit kurzen Trommelwirbeln durchsetzt ist; die Musik klingt „hart“ und „aggressiv“. Im Gegensatz dazu kommt die Tanzmusik des Tango Argentino im Allgemeinen ohne Perkussionsinstrumente aus, und wird von den rhythmischen Betonungen der Orchesterinstrumente getragen; die Musik klingt „weich“ und „melancholisch“. Das folgende Hörbeispiel (im MIDI-Format) ist dem klassischen Tango La Cumparsita von Gerardo Matos Rodríguez nachempfunden und demonstriert mit einer typischen Instrumentierung (Bandoneon, Streicher, Bass, Schlagzeug) den Rhythmus des Internationalen Tango:
- La Cumparsita – International Tango Versionⓘ/?

### Rhythmus
Tanz und Musik basieren auf dem 2⁄4-Takt. Moderne Popmusik, die als Tango tanzbar ist, weist jedoch einen 4⁄4-Takt auf (Hörbeispiele: Tango Corrupti von Rainhard Fendrich, Neverending Story von Limahl). Der Hauptunterschied zwischen den Taktarten ist, dass beim 2⁄4-Rhythmus jeder zweite Schlag stark betont ist, während beim 4⁄4-Rhythmus nur jeder vierte Schlag stark betont wird. Da die Länge in Schlägen einer Tango-Tanzfigur stets ein Vielfaches von zwei, aber nicht unbedingt ein Vielfaches von vier ist, können bei einem 4⁄4-Rhythmus Tanzfiguren mitten im Takt zu Ende sein oder Akzente auf musikalisch unbetonte Taktschläge fallen – das Ergebnis ist eine leichte Diskrepanz zwischen Tanz und Musik, die aus interpretatorischer Sicht nicht erwünscht ist.

## Turnierrichtlinien
Die Geschwindigkeit der Musik, auf die auf Turnieren Tango getanzt wird, ist vom jeweiligen Land und Turnierverband abhängig. Generell gilt, dass Tango bei einer Geschwindigkeit von 31 bis 33 Takten pro Minute (TPM) bzw. 124 bis 132 Taktschlägen pro Minute (BPM) getanzt wird. (Die Angaben beziehen sich auf einen 4/4-Takt.)

### In Deutschland
Die Turnier- und Sportordnung des Deutschen Tanzsportverbandes (DTV) sieht für den Tango folgendes Reglement vor: Tango wird auf 31 bis 33 TPM (124 bis 132 BPM) getanzt, die Dauer eines Tanzes liegt zwischen anderthalb und zwei Minuten, Tango wird in allen Startklassen getanzt, für jede Startklasse und jede Startgruppe existiert eine eigene Kleiderordnung.
Die Turnierordnung des Deutschen Amateur Turnieramts (DAT) sieht für den Tango folgendes Reglement vor: Tango wird bei einer Geschwindigkeit von 32 TPM (128 BPM) getanzt, die Dauer eines Tanzes ist nicht vorgegeben. Spezielle Turnierkleidung ist bei Hobbytänzern weder Pflicht noch erwünscht.

### In Österreich
Die Turnierordnung des Österreichischen Tanzsportverbandes (ÖTSV) sieht vor: Tango wird bei einer Geschwindigkeit von 31–33 TPM (124 bis 132 BPM) getanzt. Technik und Schrittfolgen müssen den Vorgaben in den jeweils neuesten Ausgaben der folgenden Bücher entsprechen:
- Guy Howard: Technique of Ballroom Dancing. (IDTA)

In den Startklassen D und C jedes Alters ist ein begrenzter Figurenkatalog einzuhalten. Die Figuren Oversway und Contra Check sind in diesen Startklassen zusätzlich verboten, in anderen Klassen aber gestattet.
Seit 1. März 2006 nicht mehr zugelassene Bücher sind:
- Alex Moore: The revised Technique.
- The Ballroom Technique by the Imperial Society. (ISTD)